# Прапор Турійського району
Пра́пор Турі́йського райо́ну затверджений 28 травня 2003 року сесією Турійської районної ради.

## Опис
Прапор Турійського району являє собою полотнище прямокутної форми із співвідношенням сторін 2:3. Зображення на прапорі аналогічне зображенню на гербі без силуету тура.